# Ранкио (Форли-Чезена)
Ранкио (итал. Ranchio) је насеље у Италији у округу Форли-Чезена, региону Емилија-Ромања.
Према процени из 2011. у насељу је живело 364 становника. Насеље се налази на надморској висини од 313 м.